# Meyuns
Meyuns est la deuxième plus grande ville des Palaos, avec environ 1 200 habitants. C'est également la deuxième plus grande colonie de l'État de Koror.

## Géographie
Située sur l'ile de Ngerekebesang, elle abrite le principal hôpital des Palaos.